# 3855 Пасасимфонія
3855 Пасасимфонія (3855 Pasasymphonia) — астероїд головного поясу, відкритий 4 липня 1986 року.
Тіссеранів параметр щодо Юпітера — 3,599.